# خو منگتائو
خو منگتائو (انگلیسی: Xu Mengtao؛ زادهٔ ۲۴ ژوئیهٔ ۱۹۹۰) ورزشکار اسکی نمایشی اهل چین است.
وی در مسابقات کشوری و بین‌المللی در مجموع برندهٔ ۱ مدال طلا، ۴ مدال نقره، ۳ مدال برنز شده است.